# إيمانويل هون
إيمانويل هون (بالألمانية: Immanuel Höhn)‏ هو لاعب كرة قدم ألماني في مركز الدفاع، ولد في 23 ديسمبر 1991 في ماينتس في ألمانيا. لعب مع نادي بيرمازنز ونادي فرايبورغ ونادي كايزرسلاوترن.

## وصلات خارجية
- إيمانويل هون على موقع قاعدة بيانات كرة القدم.إي يو (الإنجليزية)
- إيمانويل هون على موقع بيانات كرة القدم. دي إي (الألمانية)
- إيمانويل هون على موقع عالم كرة القدم.نت (الإنجليزية)
- إيمانويل هون على موقع AS.com (الإسبانية)